# 中華民國法院制度
中華民國法院制度是指現今中華民國所實際管轄領域內各級審判機關間之關係。
目前中華民國的法院體系除了專業法院之外，一般法院採雙軌制，即分為普通法院及行政法院。
普通法院除掌管民、刑事爭訟事件外，於2014年以後，承平時期之軍事審判業務，轉歸普通法院刑事庭審理，並由最高法院負責終審判決。行政法院則是負責關於行政事務的爭訟，由最高行政法院作成終審判決。

## 司法院
司法院依據《中華民國憲法》第77條之規定，為國家最高司法機關，掌理民事、刑事、行政訴訟之審判，及公務員之懲戒。除憲法法庭、職務法庭、刑事補償法庭外，現行的司法院本身僅具最高司法行政機關之地位。目前最高司法審判機關為司法院下所設之最高法院、最高行政法院、懲戒法院，一般稱此三機關為三終審機關。對此，司法院大法官於《釋字第530號解釋》中明確指出，司法院應為最高審判機關始符制憲本旨。

### 憲法法庭

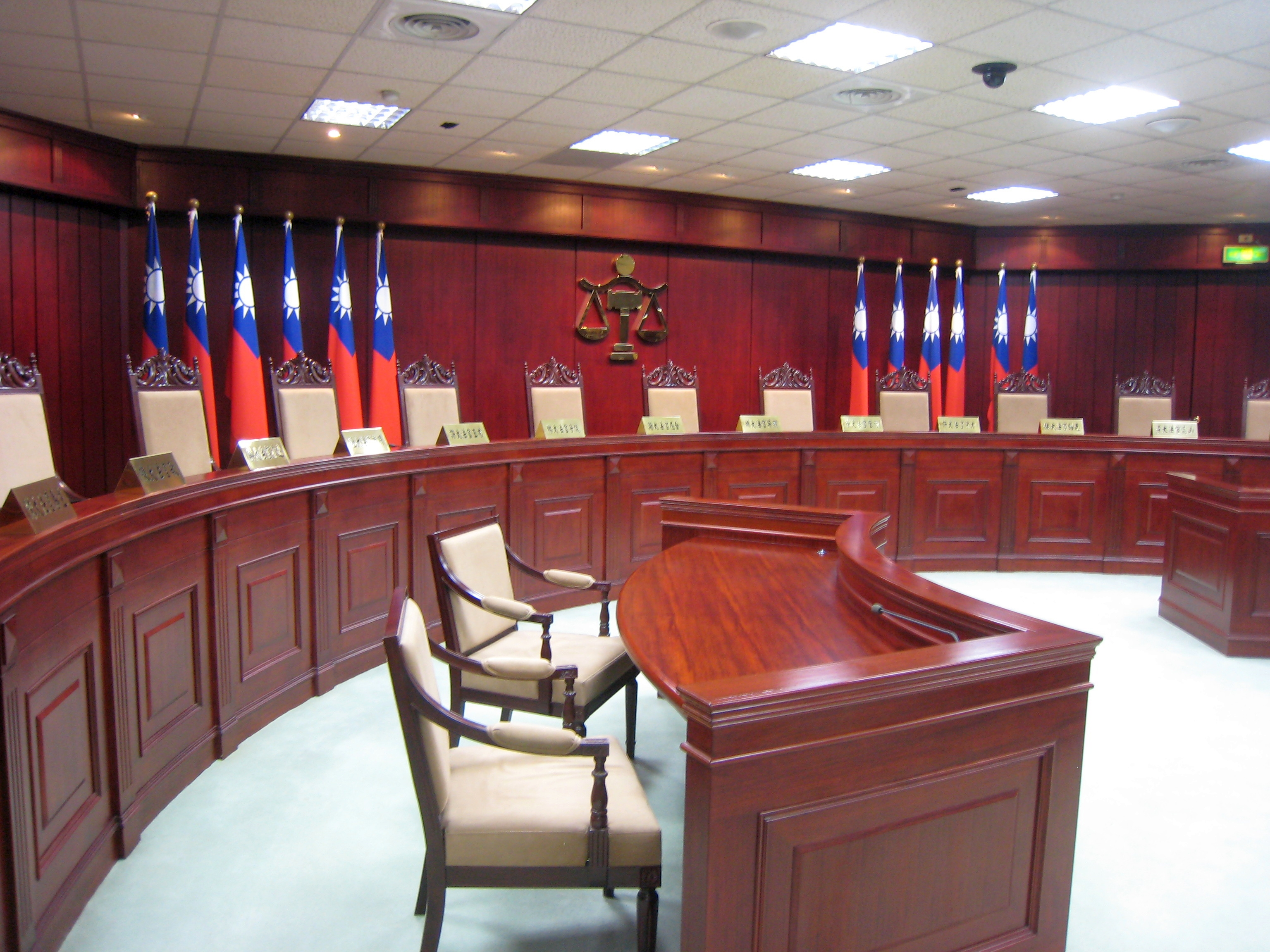
憲法法庭

司法院共有大法官15人，依據《中華民國憲法增修條文》第5條以及《憲法訴訟法》第1條之規定，司法院大法官組成憲法法庭，依本法之規定審理下列案件：一、法規範憲法審查及裁判憲法審查案件。二、機關爭議案件。三、總統、副總統彈劾案件。四、政黨違憲解散案件。五、地方自治保障案件。六、統一解釋法律及命令案件。

### 刑事補償法庭
依據《刑事補償法》之規定，司法院刑事補償法庭負責於補償請求人不服原管轄機關所做出之決定不服，或是補償決定違反刑事補償法第一條至第三條規定，或有其他依法不應補償而補償之情形，由最高檢察署聲請覆審時，就該請求進行覆審。刑事補償法庭法官，由司法院院長指派最高法院院長及法官若干人兼任之，並以最高法院院長為審判長。

## 普通法院

### 最高法院

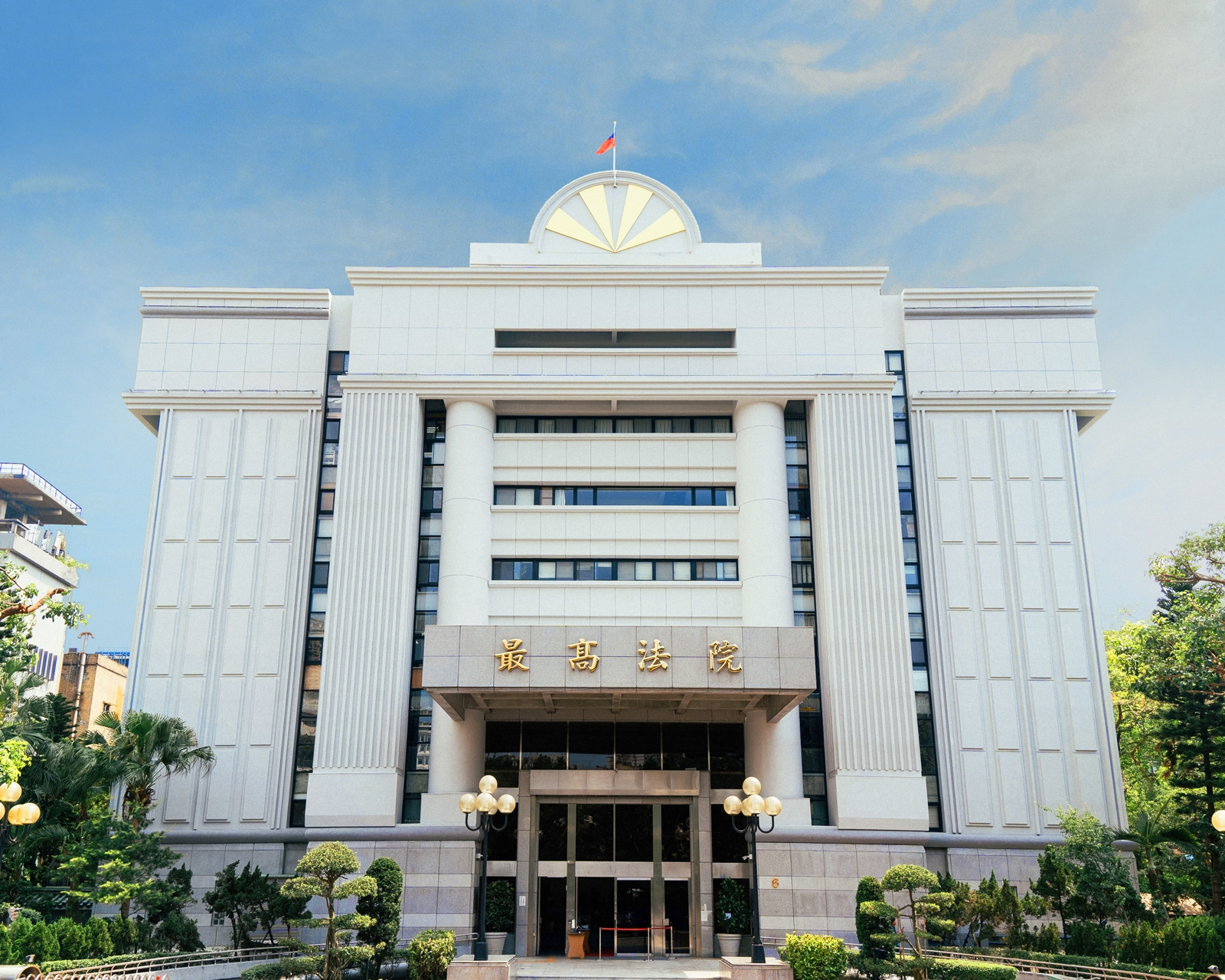
中華民國最高法院

最高法院是一般民、刑事案件的終審法院，另一方面，雖然最高法院所做成的判決並不會拘束下級法院，然而最高法院所做成的判例和決議則將會對下級法院產生一定拘束力，且判例亦常常為大法官違憲審查的標的（譬如：釋字第153、177、182、256、271、297、……號解釋）。而目前中華民國實際管轄區域下的全部領域皆為最高法院所管轄。最高法院依《法院組織法》第47條規定，設於中央政府所在地，目前中華民國中央政府所在地設在台北市，故最高法院現址位於臺北市之中。且自1949年遷台以後，最高法院的判決字號皆冠上「台」字（台上、台抗、台聲、台再、台職）。
目前最高法院設有民事7個法庭及刑事10個法庭來審理案件。

### 高等法院
依據《法院組織法》第31條之規定，各省、直轄市或特別區域皆有一個高等法院。然而隨著中華民國政府遷台，以及中華人民共和國成立，目前中華民國轄下的高等法院僅剩下臺灣高等法院以及福建高等法院兩座高等法院而已。另外，依據同條之規定，得視其地理環境及案件多寡，增設高等法院分院。就臺灣高等法院而言，目前即設有4個分院，分別為臺中、臺南、高雄和花蓮分院，而上述4個分院都受到本院的監督，不過在審級上並無隸屬的關係。而福建高等法院則設有金門分院（實際上福建高等法院的管轄區域等於金門分院所轄的區域），由於福建高等法院並未有本院的建置，所以福建高等法院金門分院是直接由司法院加以監督。
高等法院依照《法院組織法》第3條之規定，須由三個法官所組成的合議庭來審理案件。
- 臺灣高等法院
轄區：基隆市、新北市、台北市、桃園市、新竹縣、新竹市、宜蘭縣。
- 臺灣高等法院臺中分院
轄區：臺中市、苗栗縣、南投縣、彰化縣。管轄範圍為苗栗、臺中、彰化及南投等。
- 臺灣高等法院臺南分院
轄區：雲林縣、嘉義縣、嘉義市、臺南市。管轄範圍為雲林、嘉義及臺南等。
- 臺灣高等法院高雄分院
轄區：高雄市、屏東縣、澎湖縣。管轄範圍為高雄、橋頭、屏東、澎湖等。另外高雄市設有少年及家事法院，上訴法院亦為高雄高分院。
- 臺灣高等法院花蓮分院
轄區：花蓮縣，臺東縣。管轄範圍為花蓮、臺東。由於花東地區地形狹長，為方便臺東縣的居民洽公，因此花蓮高分院另外設有臺東臨時庭，處理臺東地方法院的上訴案件。
- 福建高等法院金門分院
轄區：金門縣、連江縣（馬祖）。金門分院於連江縣南竿鄉設有巡迴法庭，每隔2個月前往開庭審案；遇有重大案件，才即時前往開庭。

近年亦有司法界團體建議設立臺灣高等法院桃園分院，目前尚未形成政策。

### 地方法院
依據《法院組織法》第8條之規定，原則上一個縣（或省轄市），或一個直轄市設置一個地方法院，例外情況下可以視地理環境及案件多寡，增設分院或合設地方法院，就增設地方法院的分院而言，過去曾經存在過（例如，1981年到1990年期間的臺北地方法院板橋分院、1984年到1995年期間的臺北地方法院士林分院、1945到1947年期間的臺南地方法院嘉義分院及臺北地方法院宜蘭分院），現行地方法院層級已經無分院的建制。至於合設法院而言，目前新竹市與新竹縣合設新竹地方法院，嘉義市和嘉義縣合設嘉義地方法院。另外，此原則在大臺北地區、高雄市屬於例外，因為大臺北地區人口眾多的因素，所以將整個新北市、臺北市和基隆市分由臺北、新北、士林和基隆四個地方法院來審理案件；而高雄市分由高雄、橋頭兩個地方法院來審理案件。
| - 臺灣基隆地方法院 - 基隆簡易庭 - 臺灣臺北地方法院 - 臺北簡易庭 - 新店簡易庭 - 臺灣士林地方法院 - 士林簡易庭 - 內湖簡易庭 - 臺灣新北地方法院 - 板橋簡易庭 - 三重簡易庭 - 臺灣桃園地方法院 - 桃園簡易庭 - 中壢簡易庭 - 臺灣新竹地方法院 - 新竹簡易庭 - 竹北簡易庭 - 竹東簡易庭 |  | - 臺灣苗栗地方法院 - 苗栗簡易庭 - 臺灣臺中地方法院 - 臺中簡易庭 - 豐原簡易庭 - 沙鹿簡易庭 - 臺灣南投地方法院 - 南投簡易庭 - 埔里簡易庭 - 臺灣彰化地方法院 - 彰化簡易庭 - 員林簡易庭 - 北斗簡易庭 - 臺灣雲林地方法院 - 斗六簡易庭 - 虎尾簡易庭 - 北港簡易庭 - 臺灣嘉義地方法院 - 嘉義簡易庭 - 朴子簡易庭 |  | - 臺灣臺南地方法院 - 臺南簡易庭 - 新市簡易庭 - 柳營簡易庭 - 臺灣高雄地方法院 - 高雄簡易庭 - 鳳山簡易庭 - 臺灣橋頭地方法院 - 橋頭簡易庭 - 岡山簡易庭 - 旗山簡易庭 - 臺灣屏東地方法院 - 屏東簡易庭 - 潮州簡易庭 - 臺灣澎湖地方法院 - 馬公簡易庭 |  | - 臺灣宜蘭地方法院 - 宜蘭簡易庭 - 羅東簡易庭 - 臺灣花蓮地方法院 - 花蓮簡易庭 - 玉里簡易庭 - 臺灣臺東地方法院 - 臺東簡易庭 - 福建金門地方法院 - 金城簡易庭 - 福建連江地方法院 |

## 行政法院

### 最高行政法院

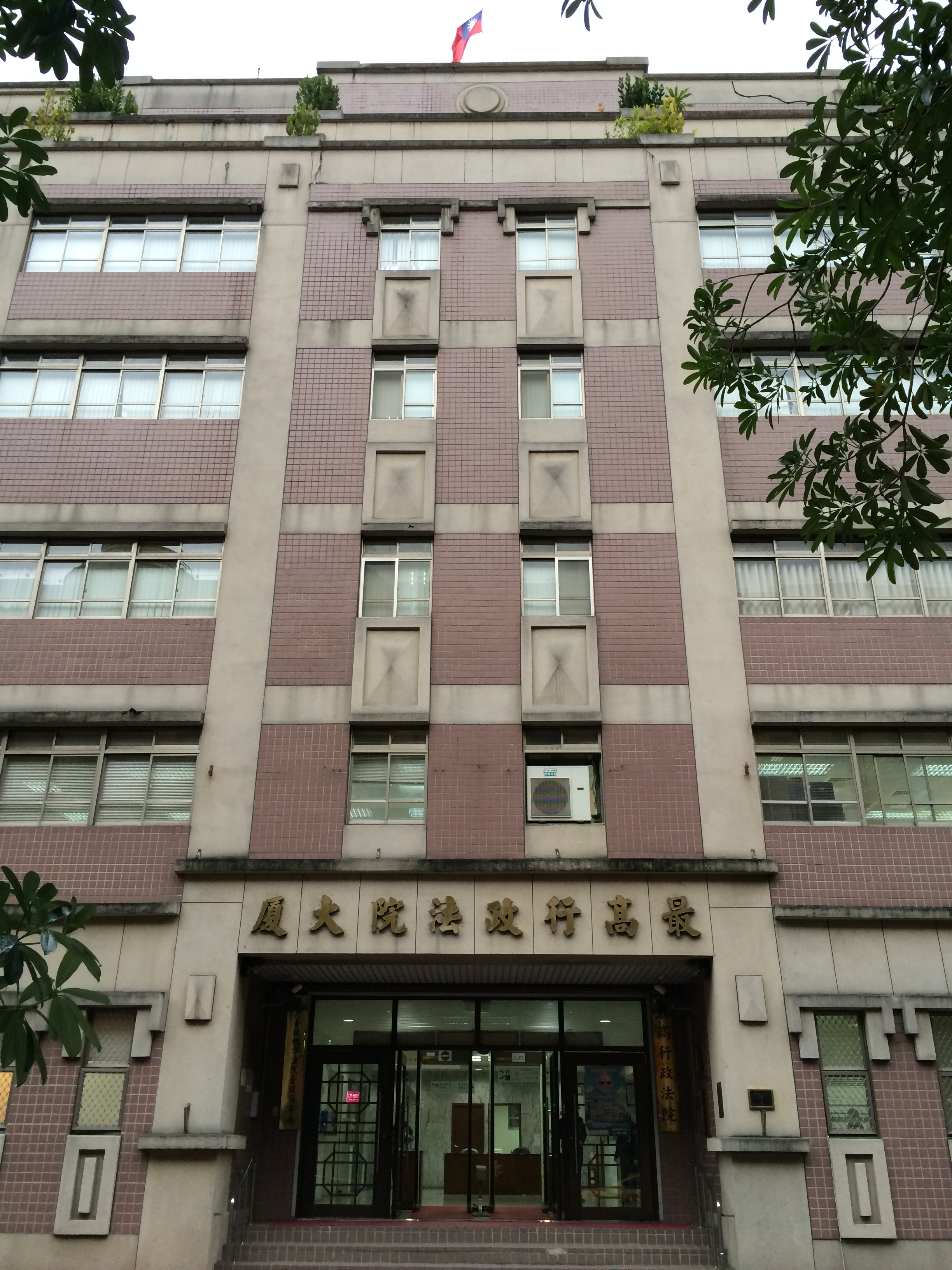
中華民國最高行政法院

最高行政法院設於中央政府所在地，為全國行政訴訟之終審機關，依《行政法院組織法》第12條之規定，管轄下列事件： 
1. 不服高等行政法院裁判而上訴或抗告之事件。
2. 其他依法律規定由最高行政法院管轄之事件。

目前最高行政法院設有六個庭及一個審查庭來處理案件。

### 高等行政法院
- 臺北高等行政法院

臺北高等行政法院所管轄的區域有：臺北市、新北市、桃園市、新竹縣、新竹市、基隆市、宜蘭縣、花蓮縣、金門縣、連江縣。
- 臺中高等行政法院

臺中高等行政法院所管轄的區域有：苗栗縣、臺中市、南投縣、彰化縣、雲林縣。
- 臺南高等行政法院（籌設中）

臺南高等行政法院仍在籌設中，預定地為臺南市安平區金華段81地號，都市計畫「機62」機關用地。目前先由高雄高等行政法院臺南分庭（2002年6月26日正式成立）採巡迴庭方式運作，負責受理雲林縣、嘉義縣、嘉義市、臺南市之行政訴訟。
- 高雄高等行政法院

高雄高等行政法院所管轄的區域有：嘉義縣、嘉義市、臺南市、高雄市、屏東縣、臺東縣、澎湖縣。

#### 高等行政法院地方行政訴訟庭（地方行政法院）
「地方行政法院」前身為「地方法院行政訴訟庭」。蓋為便利人民提起行政訴訟，自2012年9月6日起，各地方法院成立行政訴訟庭，行政訴訟制度將從過去的二級二審制改為三級二審制。依舊《行政訴訟法》第3-1條規定，地方法院行政訴訟庭辦理《行政訴訟法》中條列較為簡單之行政訴訟，例如「簡易訴訟程序事件」和「交通裁決訴訟程序事件」；各地方法院行政訴訟庭亦視為行政訴訟法中所稱的「行政法院」。其中最大的改變在於過往由「地方法院刑事庭」審理的交通裁決事件改由地方法院行政訴訟庭適用《行政訴訟法》加以審理，使公法事件能夠回歸行政訴訟審判。
而於2022年6月22日，立法院公布修正《行政訴訟法》與《行政法院組織法》，將原「地方法院行政訴訟庭」移至各高等行政法院下改稱為「地方行政訴訟庭」，以求組織統一。新《行政訴訟法》內雖稱「地方行政法院」，但依新制第3-1條規定，所謂地方行政法院，指高等行政法院地方行政訴訟庭。是以各高等行政法院於轄下分設高等行政訴訟庭與地方行政訴訟庭，分別繼承原「高等行政法院」與「地方法院行政訴訟庭」之業務。

## 懲戒法院
懲戒法院，是屬中華民國司法院下設的機關，與最高法院、最高行政法院同為中華民國司法制度中的終審法院，掌理全國公務員之懲戒以及職務監督影響法官審判獨立等事項。監察院通過之彈劾案可交由懲戒法院審判。
懲戒法院前稱為「公務員懲戒委員會」，除法官、檢察官由司法院職務法庭審理外，凡遇公務員有違法失職情事，不論職等高低、政務官或事務官，統由該會依法審判。
2020年5月，立法院三讀通過《公務員懲戒法》、《公務員懲戒委員會組織法》修正草案，將組織法修改為《懲戒法院組織法》並修改相關條文名稱，並由一級一審制改為為一級二審制；原司法院職務法庭亦改隸懲戒法院。

## 專業法院

### 智慧財產及商業法院
智慧財產及商業法院是2008年7月1日，依據2007年3月28日公布的《智慧財產法院組織法》所設立的法院，屬於專業法院之一，負責審理與智慧財產有關的案件。智慧財產及商業法院依法掌理關於智慧財產之民事訴訟、刑事訴訟及行政訴訟之審判事務，此乃打破了過去中華民國法院的二元架構，其性質是介於一般法院和行政法院之間的特殊法院。目前智慧財產及商業法院的位置設在新北市板橋區。

### 少年及家事法院
依據《少年事件處理法》第5條第1項之規定，直轄市設少年法院，其他縣（市）得視其地理環境及案件多寡分別設少年法院。同條第2項並規定，尚未設少年法院地區，於地方法院設少年法庭。另外，第3項則規定高等法院及其分院設少年法庭。故可知，少年法院就其層級而言應屬第一審法院，專門管轄依少年事件處理法規定應由少年法院審理的案件。並依據《家事事件法》第1編第2條之規定本法所定家事事件由少年及家事法院處理之；未設少年及家事法院地區，由地方法院家事法庭處理之。 截至目前為止，僅有高雄市設有少年及家事法院，其他地方都是在地方法院中分別設立少年法庭及家事法庭或併設「少年及家事法庭」來處理相關案件。
- 臺灣高雄少年及家事法院

## 軍事法院
依據《軍事審判法》第8條之規定，軍事法院分三級，分別為地方軍事法院、高等軍事法院和最高軍事法院。目前中華民國所有的軍事法院皆歸國防部管理監督，而非由司法院來加以管理監督，就此一直都有破壞憲法五權分立的疑義，司法院大法官於《釋字436號解釋》中亦認為：「...軍事審判機關所行使者，亦屬國家刑罰權之一種，其發動與運作，必須符合正當法律程序之最低要求，包括獨立、公正之審判機關與程序，並不得違背憲法第七十七條、第八十條等有關司法權建制之憲政原理，亦應遵守憲法第二十三條之比例原則。本於憲法保障人身自由、人民訴訟權利及第七十七條之意旨，在平時經終審軍事審判機關宣告有期徒刑以上之案件，應許被告直接向普通法院以判決違背法令為理由請求救濟。...」司法院大法官藉由可以向普通法院尋求救濟的方式來適度調和此種行政權侵害司法權的爭議。
2014年以前的軍事審判制度中，尉官、士官、士兵軍法案件以地方軍事法院為初審法院，高等軍事法院為二審法院，高等法院為一般案件之終審法院，最高法院為死刑、無期徒刑案件之終審法院。校官、將官軍法案件則以高等軍事法院為初審法院，最高軍事法院為二審法院，最高法院為終審法院。
由於洪仲丘事件的發燒，立法院於2013年8月6日三讀通過修正《軍事審判法》第1條、第34條和第237條。現役軍人非戰時，若觸犯《陸海空軍刑法》的長官凌虐部屬罪、以強暴、脅迫、恐嚇或其他不正方法阻撓部屬請願，以及犯殺人、性侵害等罪者，都將移至一般司法機關追訴、處罰。包含凌虐罪、不應懲罰而懲罰罪、阻撓部屬陳情罪等案，將自《軍審法》修法公告後，立即從軍法機關移轉到一般司法機構偵辦，至於其他案件將在公告後5個月後施行 。這意味著在平時，中華民國的軍事案件將回歸由普通法院設立軍事法庭進行審理，結束軍事案件一直以來均由國防部所設立之軍事檢察署、軍事法院偵查、審理的狀態。
隨著第二階段的案件和收容人於2014年1月13日全面移交給普通法院和法務部，中華民國的軍事監獄及軍事看守所正式走入歷史，而軍事法院及軍事檢察署平時僅處理刑事補償案件。